# The Daily News (Texas)
Pour les articles homonymes, voir Daily News.
The Daily News est un quotidien généraliste américain de langue anglaise, fondé en 1842 et publié à Galveston au Texas.

## Histoire
Le 11 avril 1842, George H. French commence la publication du Daily News, sous la forme d'un simple journal en format feuille. À cette époque, le Texas est une république indépendante, avec Samuel Houston à la présidence, et Galveston en est la ville et le port principaux. En 1843, Willard Richardson est nommé rédacteur en chef du journal et décide en 1845 d'acheter la publication en pleine croissance. Le Daily News continue de croître et devient une « voix majeure dans la république du Texas », et est l'un des premiers journaux aux États-Unis à disposer d'un train dédié pour gérer sa diffusion dans les villes de la République, puis plus tard dans l'État du Texas,.
Pendant la Guerre civile, le Daily News est brièvement publié à Houston, après que Galveston est occupée par les forces de l'Union, mais en 1866, il y retourne.
Alfred Horatio Belo rejoint l'équipe en 1865 et achète le journal en 1875. En 1885, il voit la nécessité d'une publication indépendante solide à Dallas et envoie du personnel sur place pour y établir une publication satellite, le Dallas Morning News,. En 1923, William Lewis Moody Jr., un banquier et homme d'assurance de renom, achète le journal à A. H. Belo. En 1963, la Fondation Moody décide de vendre le journal à William P. Hobby Jr., propriétaire du Houston Post. Les Hobby, qui possèdent également le concurrent Galveston Tribune, décident d'interrompre cette publication et de convertir le Daily News en une publication quotidienne du soir. En juin 1967, Galveston Newspapers Inc. achète le journal et le transforme en quotidien du matin.
Le dimanche 7 novembre 2004, le Daily News absorbe le Texas City Sun, une publication sœur plus petite fondée en 1912 et basée à Texas City.